# Límite del bosque

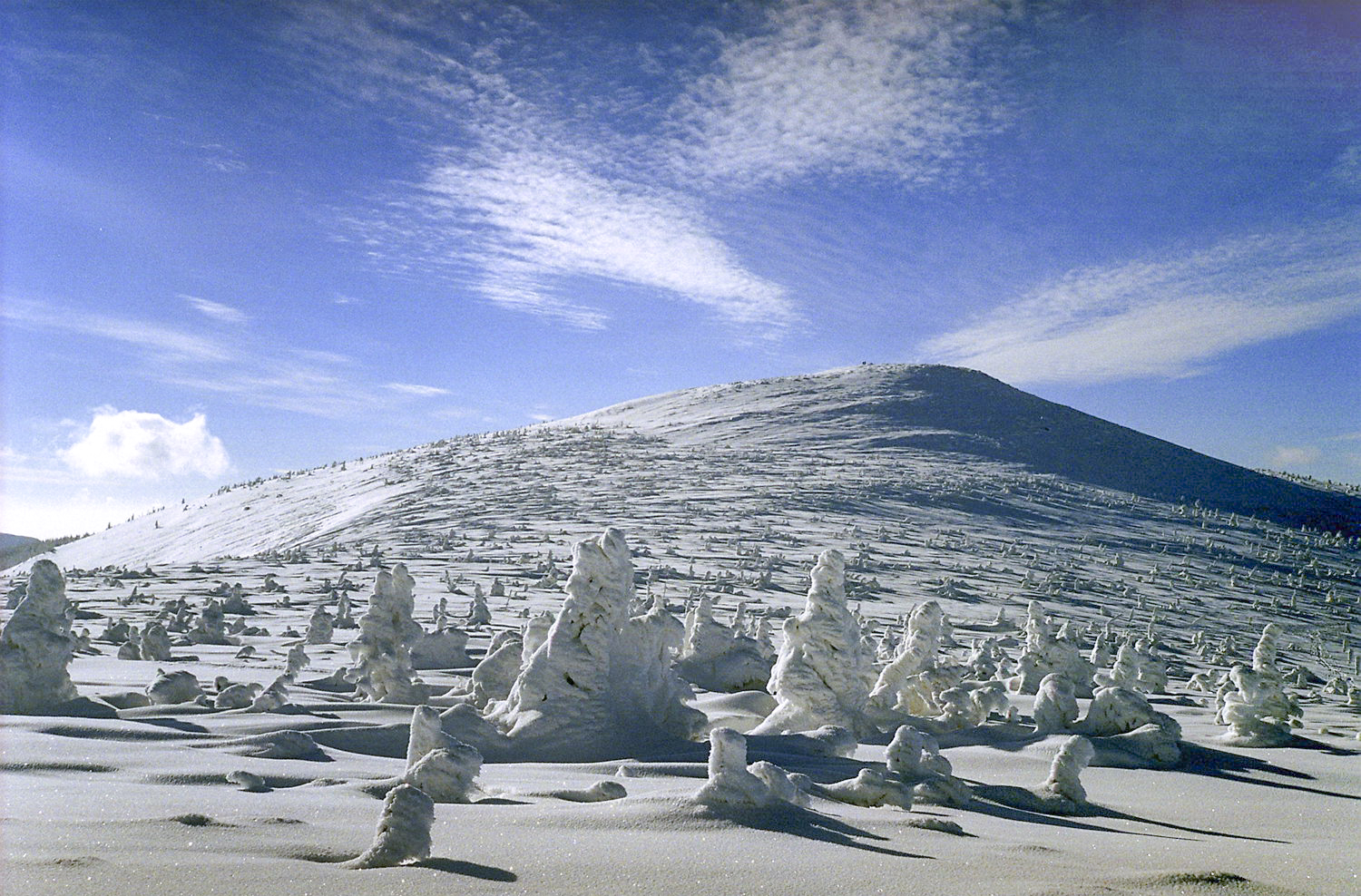
Línea arbolada que sufre las condiciones extremas del Karkonosze de Polonia.

El límite del bosque, límite de crecimiento de árboles, límite arbóreo o línea de los árboles, es como se designa a la línea imaginaria que marca el límite del hábitat en el que los árboles son capaces de crecer. Más allá del límite del bosque las inadecuadas condiciones ecológicas no permiten el crecimiento, ya sea por las temperaturas frías, la falta de presión de aire, la falta de humedad o las condiciones del suelo.
El límite superior del bosque surge en las montañas, marcando, para cada latitud y condición climática, el límite de altitud máximo de expansión de los árboles, y en las regiones circumpolares, marcando la latitud más elevada apta para la formación de bosques.
En la línea arbolada, el crecimiento de los árboles es a menudo muy raquítico, con la última formación enmarañada de árboles bajos y arbustos. Si es causada por el viento, se conoce como formación krummholz (del alemán krumm (curvado, torcido) y Holz, (madera): krummholz, «madera retorcida»).
La línea arbolada, como muchas otras líneas naturales (los límites de un lago, por ejemplo), aparece bien definida desde la distancia, pero en un reconocimiento lo suficientemente cercano, se trata de una transición gradual: los árboles crecen más bajos en dirección a la zona más inhóspita hasta que simplemente dejan de crecer.

## Tipos de límites del bosque

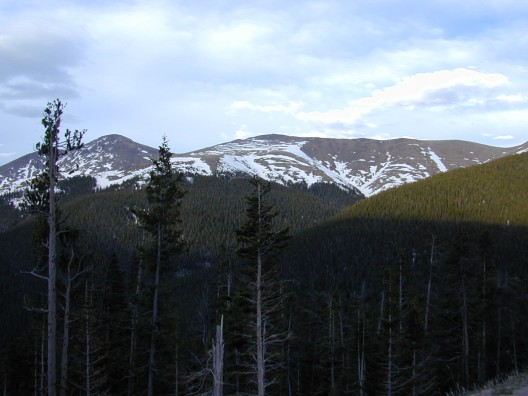
Línea de los árboles en una zona montañosa de Colorado, donde se observa la zona de árboles con la zona de transición de una vegetación de menor porte y luego su ausencia.

Existen varios tipos de líneas arboladas definidas en ecología y geología:
- Límite superior del bosque o límite arbóreo alpino. Señala los lugares de mayor altitud en que los árboles pueden crecer: más arriba, está demasiado frío o la tierra permanece cubierta de nieve durante demasiado tiempo. El clima por encima de la línea arbolada (en general asociado con zonas de montaña) es llamado clima alpino y el terreno puede ser descrito como tundra alpina. En las montañas del Hemisferio Norte las líneas arboladas de las laderas expuestas al norte son más bajas que las laderas orientadas al Sur, porque en las zonas de fuertes sombras lleva más tiempo derretir la nieve y ello reduce la temporada de crecimiento de los árboles, ocurre lo mismo para el Hemisferio Sur de forma contraria.

- Límite arbóreo desértico. Señala los lugares más secos en que los árboles pueden crecer. Las zonas desérticas secas tienen insuficientes precipitaciones para sostener los árboles. La línea arbolada desértica tiende a ser menor en laderas orientadas al Polo que en laderas orientadas al Ecuador, porque la mayor sombra permite temperaturas más frescas y disminuye la evaporación, lo que conserva la humedad del suelo más tiempo, dando una temporada de crecimiento más larga.

- Límite arbóreo desértico-alpino. En algunas zonas montañosas, las zonas más elevadas por encima de la línea de condensación o laderas de sotavento (las laderas orientadas al Sur en el hemisferio norte y las laderas orientadas al norte en el hemisferio sur) pueden dar lugar a la escasez de precipitaciones y el aumento de la exposición a la radiación solar. Esto seca el suelo, resultando un entorno árido inadecuado para los árboles. En las montañas occidentales de los EE. UU. muchas crestas orientadas al Sur tienen menos árboles que las orientadas al norte debido al aumento de la exposición al sol y la aridez.

- Límite arbóreo por exposición. Señala los lugares aislados, en las costas o montañas, en que la línea arbolada es mucho menor que la que correspondería por altitud o latitud en esa misma zona, a causa de los fuertes vientos que reducen el crecimiento de los árboles. Además, la falta de suelo adecuado, como en fuertes taludes o en formaciones rocosas desnudas, evitan que los árboles obtengan un adecuado sustento para su enraizamiento y los exponen a la sequía y al sol.

- Límite arbóreo ártico. Señala los lugares más al norte en el hemisferio norte en que los árboles pueden crecer: más al norte, hace demasiado frío y las temperaturas extremadamente bajas puede dar lugar a la congelación de la savia en el interior de los árboles, causando su muerte. Además, el permafrost en el suelo puede impedir que los árboles logren que sus raíces alcancen suficiente profundidad para el necesario apoyo estructural.

- Límite arbóreo antártico. Señala los lugares más al Sur en el hemisferio sur en que los árboles pueden crecer: más al sur, hace demasiado frío para mantener los árboles. Se trata de un concepto teórico que no tiene ningún lugar geográfico determinado: no existen árboles en la Antártida o en las islas subantárticas, y más al norte no hay masas de tierra en que pueda aparecer una verdadera línea arbolada.

- Otras límites arbóreos. Señalan límites de entornos demasiado extremos para que los árboles crezcan. Esto puede ser causado por la exposición geotérmica asociada con aguas termales —como en Yellowstone, o cerca de un volcán—, por la alta acidez del suelo —cerca de los pantanos—, por altos niveles de salinidad —asociados a playas o lagos salados—, o porque están demasiado saturados de agua subterránea (lo que excluye el oxígeno de la tierra, que las raíces de los árboles necesitan para el crecimiento) —márgenes de turberas y pantanos; sin embargo, no existe la línea de pantano, ya que especies como el Ciprés calvo y otras muchas adaptadas a los manglares pueden crecer en suelos anegados permanentemente—. 

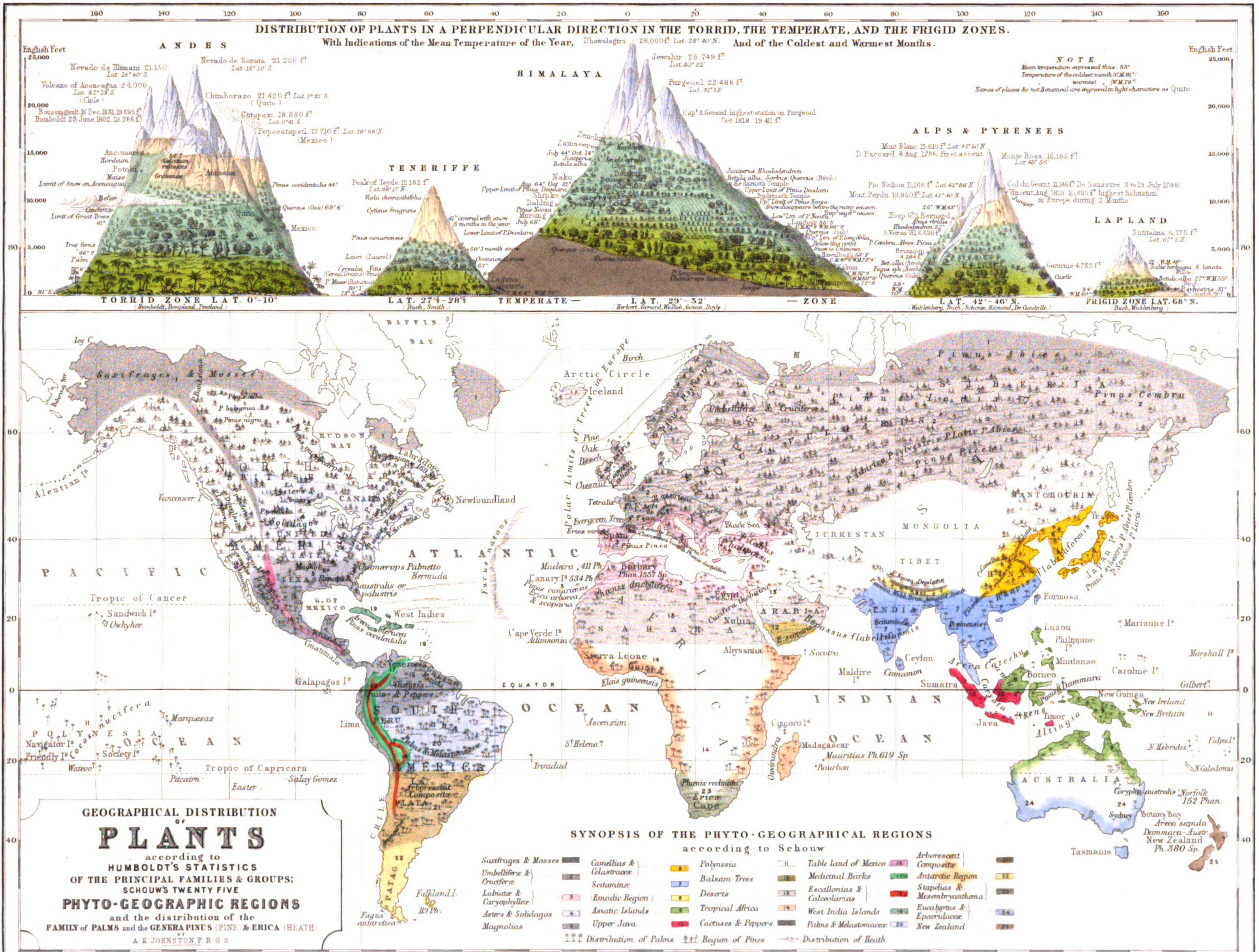
Distribución de Plantas en Dirección Perpendicular en las Zonas Tropical, Templada y Fría" publicado en 1850 en "El Atlas Físico de los Fenómenos Naturales": Resumido de la edición en Folio Imperial para el Uso de Colegios, Academias y Familias", edición de 1848 "El Atlas Físico" por Alexander Keith Johnston (1804-1871)

## Vegetación típica

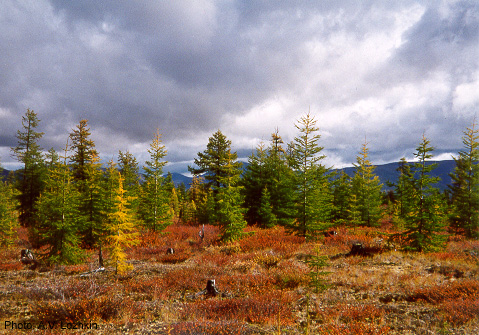
Larix gmelinii desarrollándose próximos a la línea arbolada del ártico en la región de Kolyma, noreste de Siberia.

Algunas de las especies de árboles más frecuentes en las líneas arboladas, ártica y alpina, son las siguientes (obsérvese el predominio de las coníferas):
- Abies lasiocarpa
- Larix lyallii
- Picea engelmannii
- Pinus albicaulis
- Pinus longaeva
- Pinus aristata
- Pinus balfouriana
- Larix gmelinii

- Pinus culminicola
- Pinus peuce
- Pinus cembra
- Pinus mugo
- Pinus hartwegii
- Betula pubescens subsp. tortuosa
- Polylepis (Polylepis tarapacana)
- Eucalyptus pauciflora
- Nothofagus antarctica
- Nothofagus betuloides
- Picea mariana

## Distribución mundial

### Línea arbolada alpina
La localización de la línea arbolada Alpina es dependiente de numerosas variables locales, por ejemplo aspecto de la ladera, lluvia de sombra y proximidad a cualquier polo geográfico. Además, en algunos lugares tropicales o islas, la carencia del acceso biogeográfico a las especies que se han desarrollado en un ambiente subalpino, puede dar lugar a líneas arboladas más bajas de lo que se puede esperar por el clima solamente.
Se advierte, que aquí se presenta una relación aproximada de las localizaciones de líneas arboladas alrededor del globo:
| Localización                      | Latitud approx. | Altitud approx. de la línea de árboles (m) | Notas |
| --------------------------------- | --------------- | ------------------------------------------ | --- |
| Suecia                            | 68°N            | 800                                        | |
| Noruega                           | 61°N            | 1100                                       | Baja cerca de la costa |
| Alpes                             | 46°N            | 2100                                       | Más alta en las laderas de los Alpes orientadas al sur. |
| Rila                              | 42°N            | 2300                                       | Pinus mugo es el más común de las especies de la línea arbolada |
| Pirineos España, Francia, Andorra | 42°N            | 2300                                       | Pinus uncinata marca el límite del bosque |
| Sierra Nevada, España             | 37°N            | 2400                                       | Pinus sylvestris nevadensis es la especie que marca la línea arbolada. Estación seca en verano. |
| Olympic Mountains WA, EE. UU.     | 47°N            | 1500                                       | La capa de nieve del invierno cubre los árboles jóvenes hasta el verano. |
| Nuevo Hampshire, EE. UU.          | 44°N            | 1220                                       | Algunos picos con líneas arboladas más bajas debido al fuego y a la pérdida consiguiente de suelo. |
| Wyoming, EE. UU.                  | 43°N            | 3000                                       | |
| Rocky Mountain NP, EE. UU.        | 40°N            | 3500                                       | En las laderas cálidas del suroeste |
| Rocky Mountain NP, EE. UU.        | 40°N            | 2400                                       | En las laderas del noreste |
| Alpes Japoneses                   | 39°N            | 2900                                       | |
| Yosemite, EE. UU.                 | 38°N            | 3200                                       | Lado occidental de Sierra Nevada |
| Yosemite, EE. UU.                 | 38°N            | 3600                                       | Lado oriental de Sierra Nevada (California) |
| Popocatépetl, México              | 19°N            | 4000                                       | |
| Himalayas                         | 28°N            | 4400                                       | |
| Costa Rica y Panamá               | 9.5°N           | 3400                                       | |
| Monte Kilimanjaro, Tanzania       | 3°S             | 3000                                       | Ejemplo de una localización tropical que carece el acceso biogeográfico a las especies que se desarrollan para vivir en un ambiente del subalpine. Así, la tolerancia de la especie indígena es más baja y da lugar a una línea más baja del árbol                                                                                          |
| Hawái, EE. UU.                    | 20°N            | 2800                                       | Caso similar al del monte Kilimanjaro. Precipitación baja por encima de los vientos alisios |
| Nueva Guinea                      | 6°S             | 3900                                       | |
| Andes, Perú                       | 11°S            | 3700                                       | Lado Oriental; en el lado occidental el crecimiento de los árboles está restringido por la sequedad. El límite entre el bosque altimontano y el pajonal de puna está frecuentemente entre 3600 y 3800m. Ocasionalmente es más alto, como en la Cuenca del Pumahuanca (Urubamba, Cusco), donde el bosque de queñual habría alcanzado 4560 m. |
| Andes, Bolivia                    | 18°S            | 5200                                       | Cordillera Occidental; la línea arbolada más alta del mundo en las laderas del volcán Sajama (Polylepis tarapacana) |
| Andes, Bolivia                    | 18°S            | 4100                                       | Cordillera Oriental; la línea arbolada es más baja debido a una radiación solar más baja (un clima más húmedo) |
| Sierras de Córdoba, Argentina     | 31°S            | 2000                                       | La antedicha baja precipitación Vientos alisios, junto con una alta exposición |
| Alpes Australianos, Australia     | 36°S            | 2000                                       | Parte oeste de los Alpes Australianos |
| Alpes Australianos, Australia     | 36°S            | 1700                                       | Parte este de los Alpes Australianos |
| Isla Sur, Nueva Zelanda           | 43°S            | 1200                                       | La fuerte influencia marítima sirve para enfriar los veranos y restringir el crecimiento de los árboles |
| Isla Navarino, Chile              | 54°S            | 600                                        | Las condiciones semi-polares imposibilitan el crecimiento de árboles por sobre esta línea |

### Línea arbolada del Ártico
Tal como las líneas arboladas alpinas de más arriba, las líneas arboladas polares se encuentran influenciadas fuertemente por las variables locales, por ejemplo los aspectos de las laderas y del grado de abrigo. Además, el permafrost tiene un impacto importante en la capacidad de los árboles de profundizar en la tierra con sus raíces. Cuando las raíces son demasiado someras, los árboles son susceptibles a ser arrancados con golpes de viento y a la erosión. Los árboles pueden crecer a menudo en los valles de los ríos en las latitudes en donde no podrían crecer en un sitio expuesto. Las influencias marítimas por ejemplo las corrientes de los océanos también desempeñan un papel importante en la determinación de cómo de alejados del ecuador pueden crecer los árboles. Aquí se exponen algunas de las líneas arbolada polares típicas:
| Localización                                    | Longitud Approx. | Latitud approx. de la línea de árboles | Notas |
| ----------------------------------------------- | ---------------- | -------------------------------------- | --- |
| Noruega                                         | 24°E             | 70°N                                   | La corriente del Atlántico Norte hace los climas árticos de las costas de esta región más cálidos que otras localizaciones costeras en latitud comparable. En detalle los inviernos suaves previenen la formación del permafrost.                           |
| Llanura de Siberia Occidental                   | 75°E             | 66°N                                   | |
| Meseta Central Siberiana                        | 102°E            | 72°N                                   | El clima continental extremo significa que los veranos son lo suficientemente cálidos para permitir el desarrollo de árboles a latitudes altas, extendiéndose a 72°30′ N en Ary-Mas (102°27′ E) en el valle del río Novaya, un tributario del río Khatanga. |
| Extremo Oriente de Rusia (Kamchatka y Chukotka) | 160°E            | 60°N                                   | La corriente Oyashio y fuertes vientos afectan a las temperaturas durante el verano lo que impide el crecimiento de los árboles. Las Islas Aleutianas se encuentran casi completamente libres de árboles.                                                   |
| Alaska                                          | 152°W            | 68°N                                   | Los árboles crecen tan al norte como las laderas del sur de la cordillera Brooks. Las montañas bloquean el aire frío que sale del océano ártico. |
| Territorios del Noroeste, Canadá                | 132°W            | 69°N                                   | Alcanza el norte del círculo polar ártico debido a la naturaleza continental de las temperaturas del clima y de verano más cálido. |
| Nunavut                                         | 95°W             | 61°N                                   | Influenciada por la muy fría bahía de Hudson que mueve la línea arbolada a regiones más sureñas de las que correspondería. |
| Quebec                                          | 72°W             | 56°N                                   | Fuertemente influenciado por la Corriente de Labrador en la temperatura de sus veranos. En partes de Labrador, la línea arbolada se limita tan al sur como los 53°N.                                                                                        |
| Groenlandia                                     | 50°W             | 64°N                                   | Determinado por plantaciones experimentales de árboles en ausencia de árboles nativos debido al aislamiento de las fuentes naturales de semillas; muy pocos árboles están sobreviviendo, pero están creciendo lentamente, en Søndre Strømfjord, 67°N.       |

### La línea arbolada en el Antártico

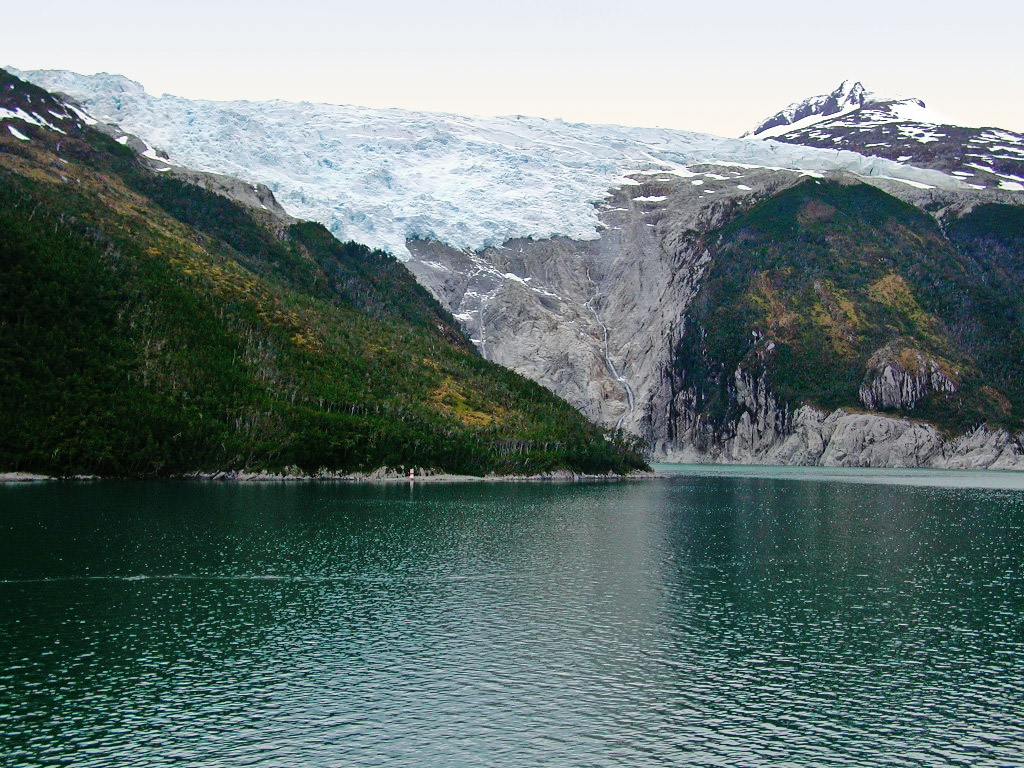
Árboles desarrollándose a lo largo de la costa norte del canal Beagle, 55°S.

Las islas Kerguelen, isla de San Pablo, Georgia del Sur, y otras islas subantárticas están todas ellas expuestas a vientos persistentes y con climas marginales, ninguna de ellas tienen cualquier especie indígena de árbol, aunque muchas de tales islas reciben bastantes precipitaciones que serían de otra modo capaces de mantener un bosque templado. Sin embargo, estas condiciones no se relacionan directamente con la línea arbolada antártica, sino que se relacionan con la exposición que tienen.